# Ou Xiaotao
Ou Xiaotao (chiń. 欧晓涛, ur. 11 lutego 1980) – chiński narciarz, specjalista narciarstwa dowolnego. Najlepszy wynik na mistrzostwach świata osiągnął podczas mistrzostw w Whistler oraz mistrzostw w Deer Valley, gdzie zajmował 9. miejsce w skokach akrobatycznych. Jego najlepszym wynikiem olimpijskim jest 17. miejsce w tej samej konkurencji na igrzyskach olimpijskich w Nagano. Najlepsze wyniki w Pucharze Świata osiągnął w sezonie 2002/2003, kiedy to zajął 9. miejsce w klasyfikacji generalnej.
W 2006 r. zakończył karierę.

## Sukcesy

### Igrzyska olimpijskie
| Miejsce | Dzień     | Rok  | Miejscowość    | Konkurencja        | Zwycięzca     |
| ------- | --------- | ---- | -------------- | ------------------ | ------------- |
| 17.     | 18 lutego | 1998 | Nagano         | Skoki akrobatyczne | Eric Bergoust |
| 19.     | 19 lutego | 2002 | Salt Lake City | Skoki akrobatyczne | Aleš Valenta  |
| 23.     | 23 lutego | 2006 | Turyn          | Skoki akrobatyczne | Han Xiaopeng  |

### Mistrzostwa świata
| Miejsce | Dzień       | Rok  | Miejscowość | Konkurencja        | Zwycięzca        |
| ------- | ----------- | ---- | ----------- | ------------------ | ---------------- |
| 19.     | 9 lutego    | 1997 | Iizuna      | Skoki akrobatyczne | Nicolas Fontaine |
| 20.     | 13 lutego   | 1999 | Meiringen   | Skoki akrobatyczne | Eric Bergoust    |
| 9.      | 20 stycznia | 2001 | Whistler    | Skoki akrobatyczne | Alaksiej Hryszyn |
| 9.      | 1 lutego    | 2003 | Deer Valley | Skoki akrobatyczne | Dmitrij Archipow |

#### Miejsca w klasyfikacji generalnej
- 1996/1997 – 96.
- 1999/2000 – 44.
- 2000/2001 – 48.
- 2001/2002 – 12.
- 2002/2003 – 9.
- 2003/2004 – 34.
- 2005/2006 – 39.

#### Miejsca na podium
1. Fernie – 26 stycznia 2003 (Skoki akrobatyczne) – 3. miejsce
2. Špindlerův Mlýn – 1 marca 2003 (Skoki akrobatyczne) – 3. miejsce
3. Mount Buller – 6 września 2003 (Skoki akrobatyczne) – 2. miejsce
4. Špindlerův Mlýn – 28 lutego 2004 (Skoki akrobatyczne) – 1. miejsce
5. Mont Tremblant – 11 stycznia 2004 (Skoki akrobatyczne) – 3. miejsce

W sumie 1 zwycięstwo, 1 drugie i 3 trzecie miejsca.